# À la carte
Pour les articles homonymes, voir À la carte (film) et A La Carte.

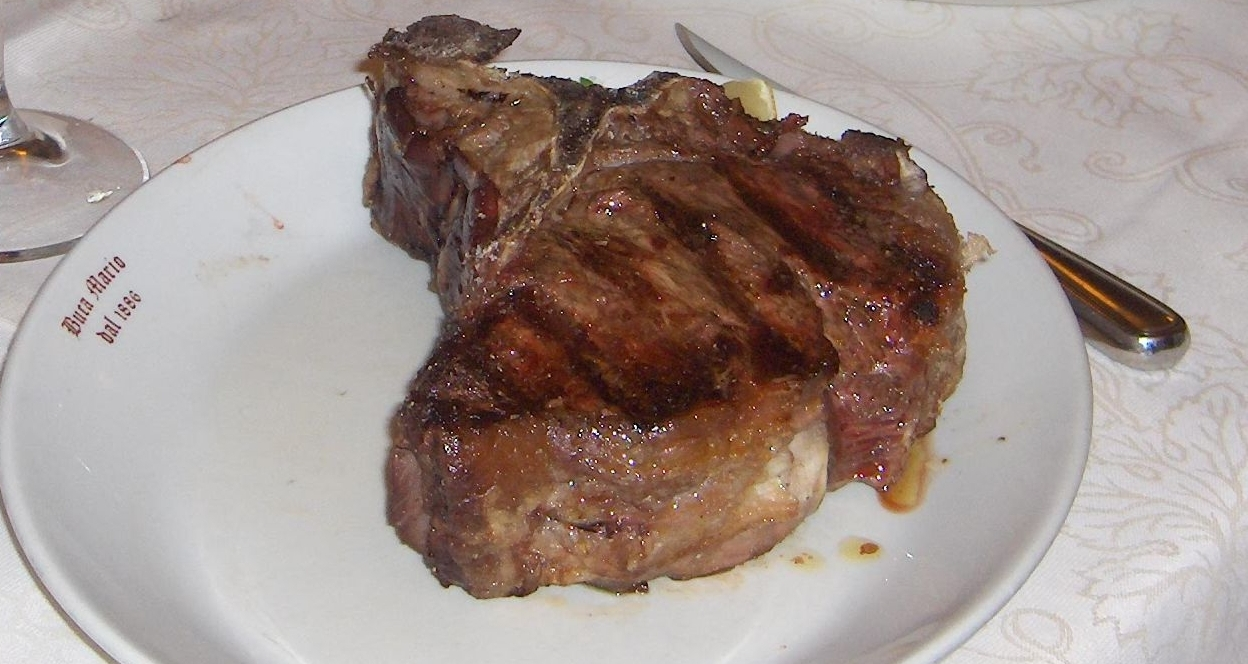
Steak à la carte, sans accompagnement ni garniture ; ils sont demandés séparément.

Dans la restauration, à la carte est la pratique consistant à commander des plats individuels à partir d'un menu dans un restaurant, par opposition à la table d'hôtes, où un menu fixe est proposé. Le terme date du début du XIXe siècle.
Les plats individuels à commander peuvent inclure des accompagnements, ou les accompagnements peuvent être proposés séparément, auquel cas, ils sont également considérés comme étant à la carte.

## Histoire
Les premiers exemples de l'expression « à la carte » datent de 1816 pour l'emploi adjectival (« repas à la carte », par exemple) et de 1821 pour l'emploi adverbial (« les repas étaient servis à la carte »), avant l'emploi du mot menu, apparu en anglais dans les années 1830,.